# Капітула Дмитро Вікторович
Дмитро Вікторович Капітула — підполковник Збройних сил України, командир 46 ОАеМБр.

## Життєпис
Був командиром одного з батальйонів 95 окремої десантно-штурмової бригади ДШВ ЗСУ . 

## Нагороди
- Хрест бойових заслуг (1 квітня 2025) — за особисту мужність, виявлену у захисті державного суверенітету та територіальної цілісності України, самовіддане виконання військового обов'язку[2].
- Орден Богдана Хмельницького ІІІ ступеня — за особисту мужність і самовідданість, виявлені у захисті державного суверенітету та територіальної цілісності України, вірність військовій присязі[3]